# Aura im Sinngrund
Aura im Sinngrund (eller: Aura i.Sinngrund) er en kommune i Landkreis Main-Spessart i regierungsbezirk Unterfranken i den tyske delstat Bayern. Den er en del af Verwaltungsgemeinschaft Burgsinn. Den ligger 20 kilometer nordvest for Gemünden am Main i dalen til floden Aura i Naturpark Bayerischer Spessart. Den nordlige kommunegrænse er også grænse mellem delstaterne Bayern og Hessen.

## Historie
Stedet er nævnt første gang i 1059 i en vildtbaneudlejning for Kloster Fulda.